# Ігри нескорених 2017
Ігри нескорених 2017 року (англ. Invictus Games 2017) — параспортивна подія для поранених чи хворих військовослужбовців та ветеранів військової служби, яка проходила у вересні 2017 року в Торонто, Онтаріо, Канада.
Треті Ігри нескорених, що були започатковані 2014 року Принцом Уельським Гарі, включають одинадцять видів спорту. Це другі ігри, які пройшли в Північній Америці, після «Ігор нескорених 2016 року» в Орландо.

## Організація та підготовка
Генеральний директор компанії, що проводить Ігри нескорених — Майкл Бернс.

### Естафети
Естафета проходила в період з 19 серпня по 26 вересня по всіх 32 канадських військових частинах та сусідніх населених пунктах. У ній брали участь більш як 1000 факелоносців. Маршрут склав 7000 кілометрів.

Прем'єр-міністр Канади Джастін Трюдо вітає українську команду

### Відкриття

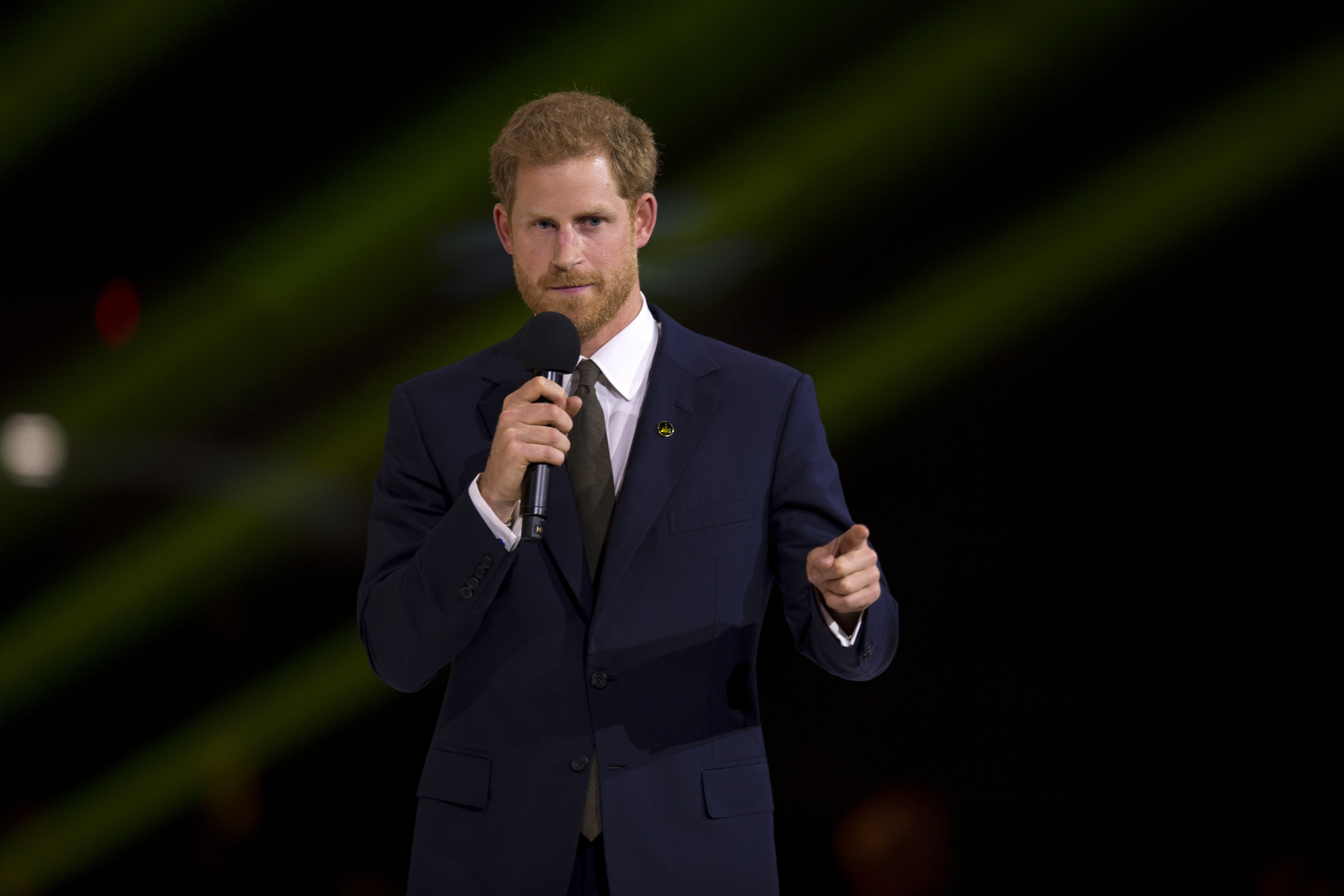
Принц Гарі на церемонії відкриття змагань

Відкриття змагань проходило 24 вересня 2017 року в комплексі Air Canada Centre у м. Торонто, а ще 22 вересня відбулось офіційне прийняття, на якому українську команду вітали Прем'єр-міністр Канади Джастін Трюдо та Президент України Петро Порошенко.

### Місця проведення
Для проведення Ігор нескорених були використані деякі споруди, збудовані для проведення Панамериканських ігор 2015 (англ. Pan Am Games 2015), які проходили в Торонто.
| Місце                                    | Спорт                                                                                         | Спорт          |
| ---------------------------------------- | --------------------------------------------------------------------------------------------- | -------------- |
| Місце                                    | Стадіон Йорк-Лайонс                                                                           | Легка атлетика |
| Національна історична пам'ятка Форт-Йорк | Стрільба з лука                                                                               |                |
| Спортивний центр Торонто Пан-Ам          | Плавання, волейбол сидячи і баскетбол на візках                                               |                |
| Площа Нейтона Філіпса                    | Теніс на візках                                                                               |                |
| Спортивний Центр Маттамі                 | Веслування в приміщенні, пауерліфтинг, волейбол сидячи, баскетбол на візках і регбі на візках |                |
| Гольф-клуб Сент-Джордж                   | Гольф                                                                                         |                |
| Гай-Парк                                 | Велоспорт                                                                                     |                |

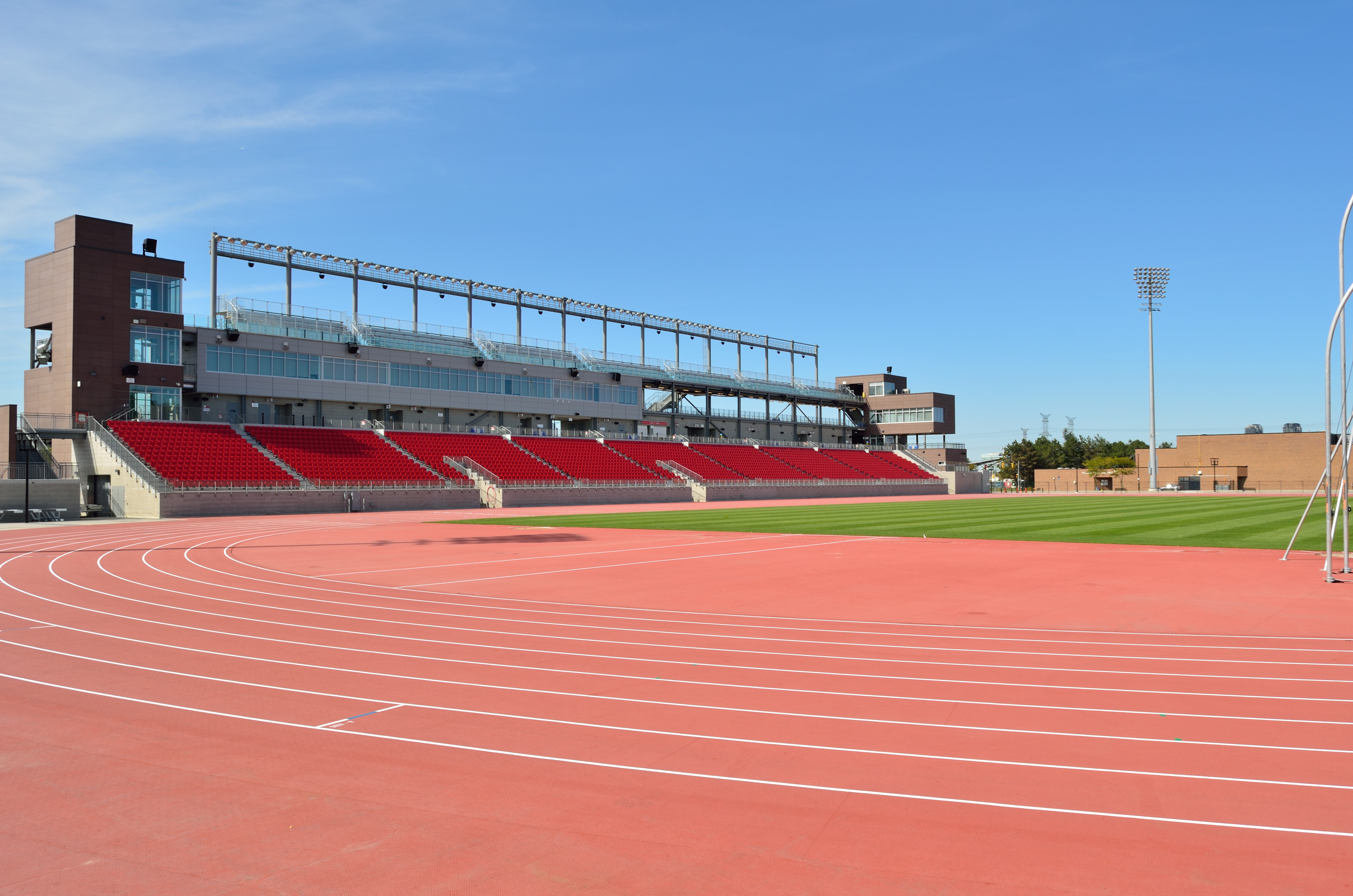
Стадіон Йорк-Лайонс

* Додаткові місця очікують підтвердження.  

### Фінансування
Королівський канадський Легіон був запрошений організаторами стати спонсором Ігор. 30 членів Ради Легіону одноголосно проголосували за це рішення. Виділення $500,000 на пожертвування викликало критику з боку товариства «Захист канадських ветеранів», які вважали, що використання коштів, зібраних під час кампанії пожертв за Червоні Маки, недоречно було скеровувати на Ігри. Представники Легіону та журналісти обстоювали таке використання коштів, як згідне з місією, вказавши, що інша частина цих же коштів була надана на придбання спеціалізованого обладнання, зокрема (МРТ) для психіатричної клініки.

### Маркетинг
Собака на ім'я Вімі був оголошений талісманом Ігор нескорених ще у квітні 2015 року.. Це ім'я співзвучне з назвою битви при Вімі-Рідж, яка розглядається багатьма як вирішальний момент в історії Канади. Кілька днів потому, Принц Гарі відвідав показовий матч санного хокею у Спортивному Центрі Маттамі в Торонто, разом з прем'єр-міністром Джастіном Трюдо та мером Торонто Джоном Торі в рамках серії заходів у готелі Роял-Йорк. Крім того, принц відвідав лейтенант-губернатора Онтаріо Елізабет Доудсвел у її канцелярії у приміщенні Законодавчих Зборів Онтаріо у Квінс-Парку.

## Ігри

### Країни-учасниці

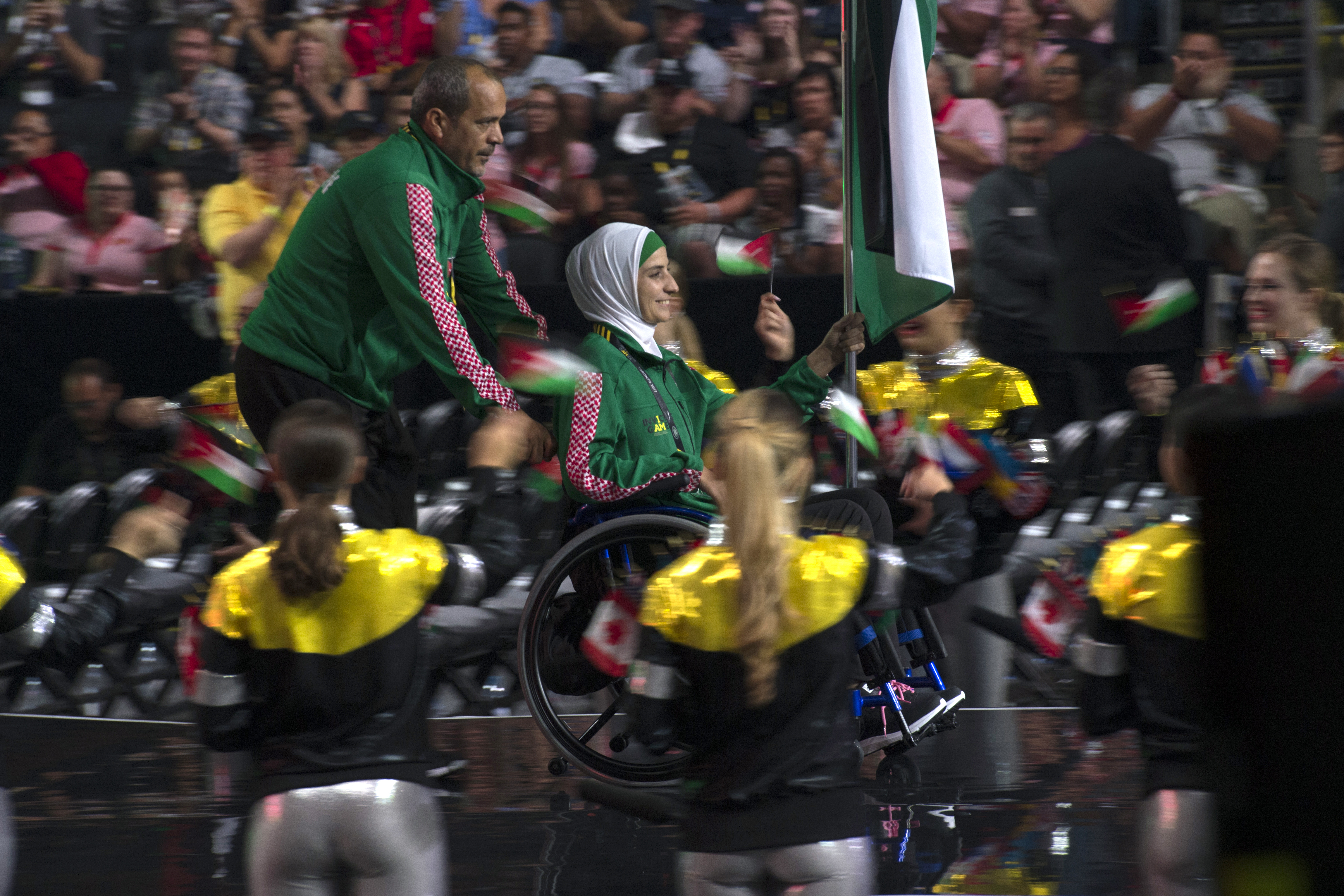
Учасники команди Йорданії

В іграх взяли участь 17 країн. Всі 15 країн, що брали участь в Іграх нескорених 2016, знову отримали запрошення. Крім того, ще дві країни — Румунія й Україна дебютували на Іграх 2017 року..
- Австралія
- Афганістан
- Велика Британія
- Грузія
- Данія
- Естонія
- Ірак
- Італія
- Йорданія
- Канада
- Нідерланди
- Німеччина
- Нова Зеландія
- Румунія
- США
- Україна
- Франція

### Українська команда

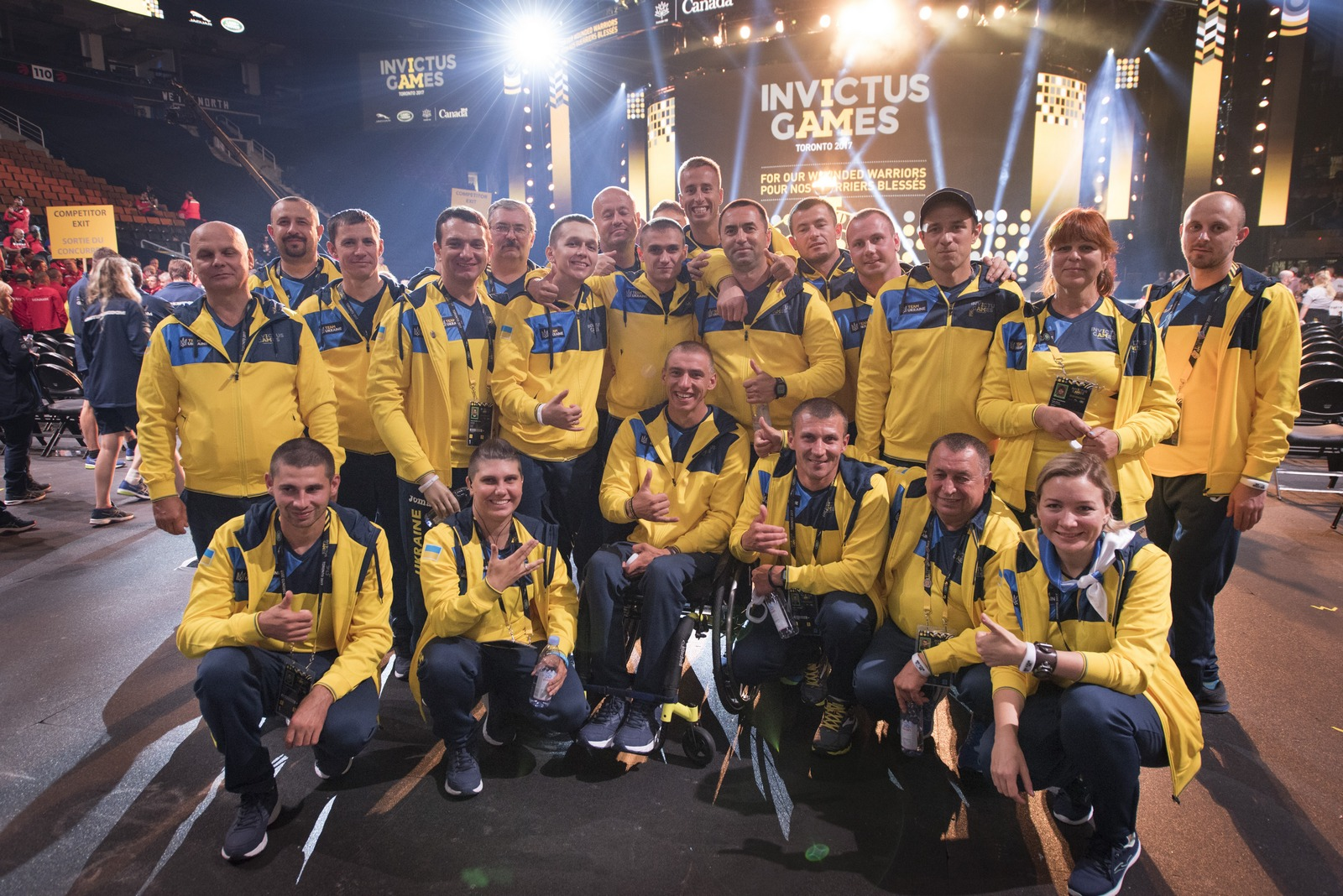
Українська збірна на «Іграх Нескорених»

Вперше в «Іграх нескорених» бере участь 15 українських спортсменів.
Вони змагалися у таких видах спорту: атлетика, пауерліфтинг, плавання, стрільба з лука, веслування на тренажерах та шосейні велогонки.

### Спортивні змагання
- Стрільба з лука
- Легка атлетика
- Гольф
- Веслування в закритих приміщеннях
- Пауерліфтинг
- Шосейний велоспорт
- Сидячий волейбол
- Следж хокей
- Плавання
- Баскетбол на візках
- Регбі на візках

## Медіа
Bell Media був оголошений ексклюзивним мовним партнером Ігор, що стосувалось як заходів в Орландо 2016, так і тепер у Торонто 2017 року. Спортивні змагання демонструються на телеканалі TSN (The Sports Network).. Цей телеканал вже демонстрував церемонію відкриття Ігор у Торонто у травні 2016 року.

## Основні перемоги команди України

### Золото

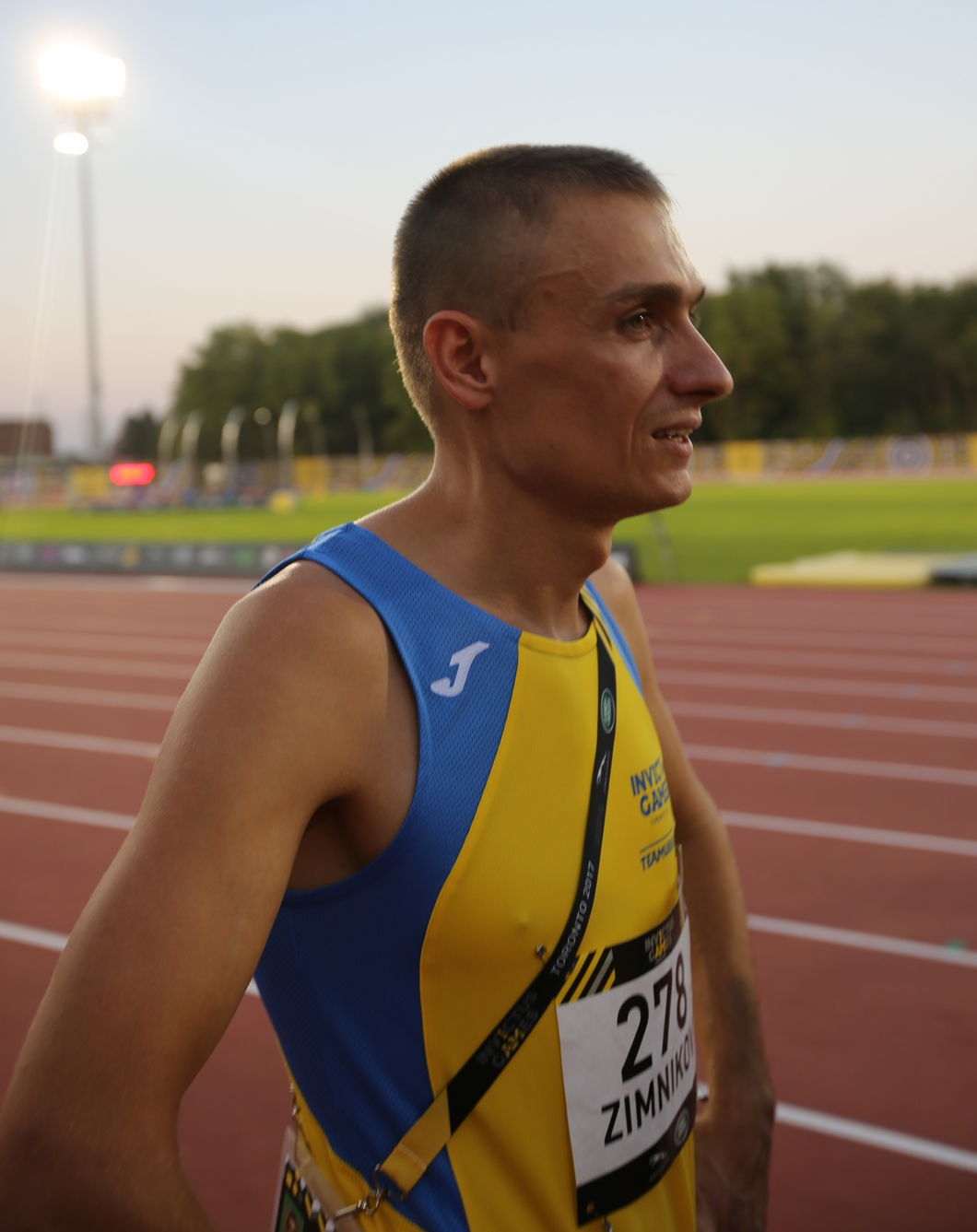
Олег Зімніков здобув для Національної збірної команди історичне перше «золото»

Військовослужбовець ЗС України Олег Зімніков здобув 25 вересня першу золоту медаль для команди України на «Іграх нескорених», першим подолавши 1500 метрів на стадіоні «Йорк Лайонс».

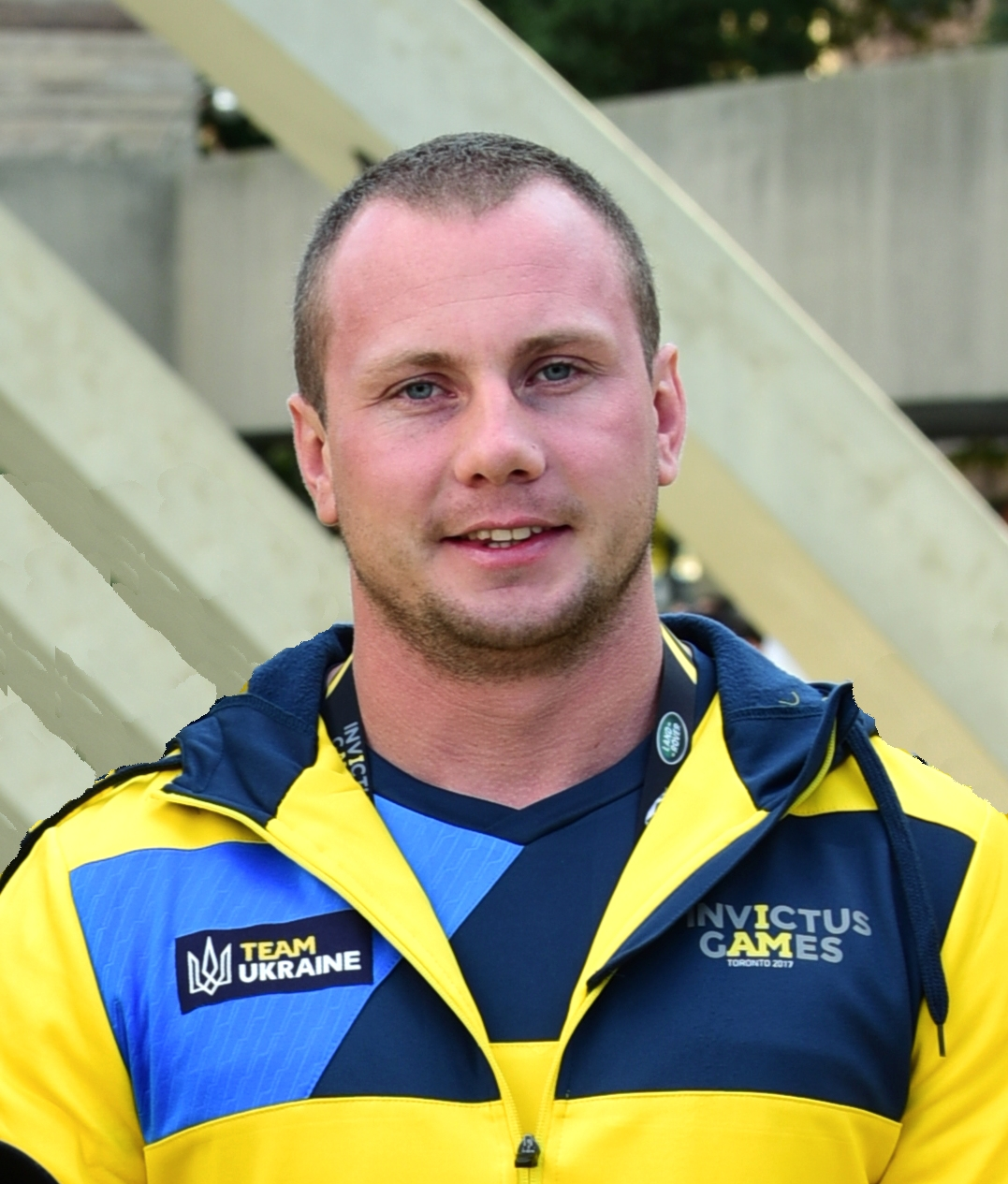
Капітан ЗС України Василь Пашкевич

Другу золоту медаль 26 вересня на рахунок збірної України на III Іграх нескорених у Торонто записав 28-річний військовослужбовець Міністерства оборони Василь Пашкевич з Києва, перемігши у важкій атлетиці.
Президент України особисто привітав В.Пашкевича з цією важливою перемогою.
Третю золоту медаль 27 вересня здобув капітан команди України Олександр Писаренко у веслуванні на тренажерах із результатом 389 м за одну хвилину.

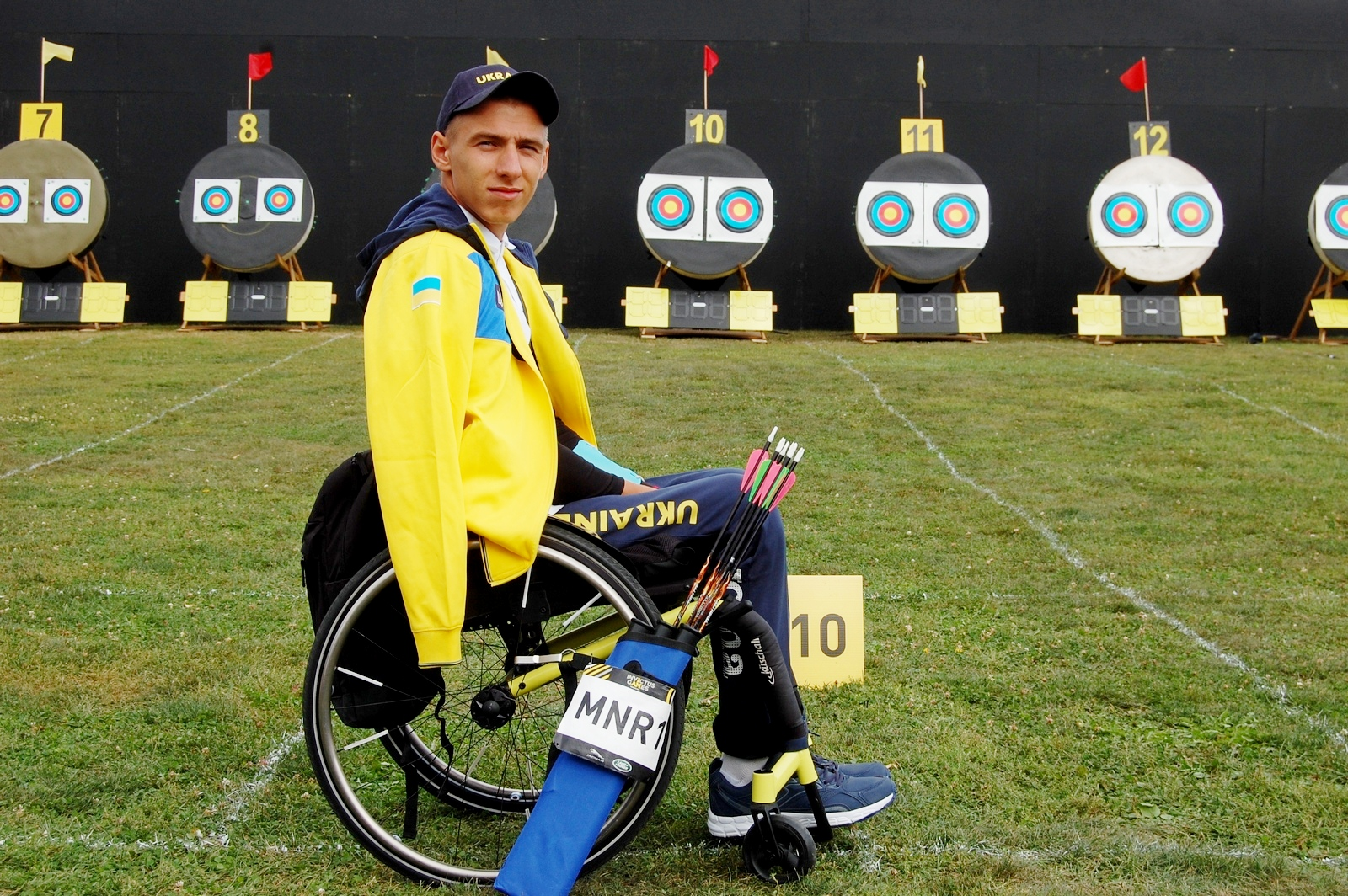
Роман Панченко

Четверту золоту медаль здобув Роман Панченко у стрільбі з лука.

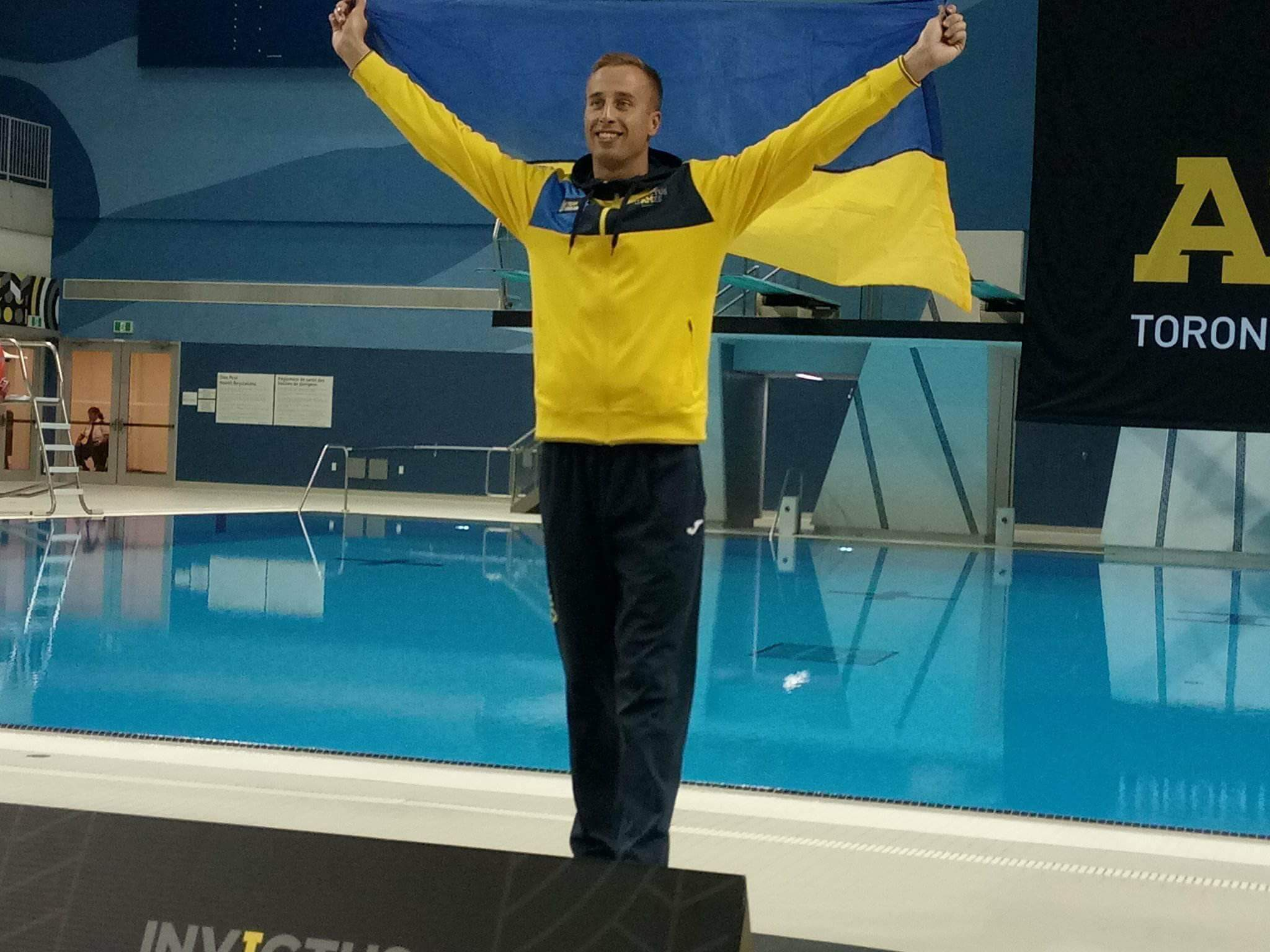
Павло Будаєвський

В останній день змагань на «Іграх нескорених» Павло Будаєвський здобув чотири золоті медалі у плаванні.

### Срібло
Володарем першого українського «срібла» на «Іграх нескорених» 26 вересня став 29-річний офіцер Національної поліції України Олександр Ткаченко з Чернігова. Він посів друге місце у бігу на 400 метрів, подолавши дистанцію за 54,54 секунди.
У командному заліку серед лучників срібну медаль завоювала команда початківців у складі Катерини Михайлової, Романа Панченка та Валерія Рака.

Петро Порошенко вітає українську команду в Торонто

### Бронза

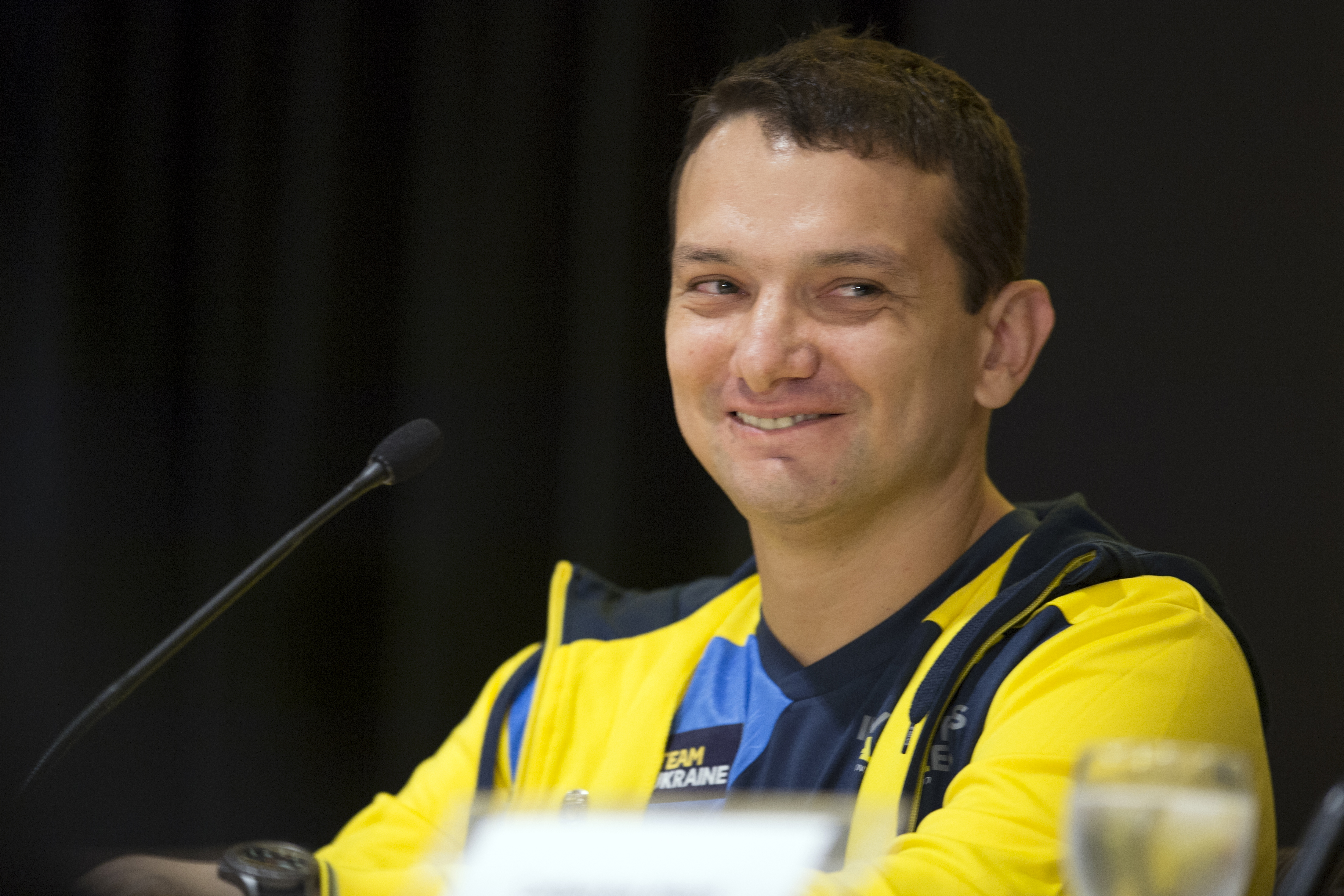
Вадим Свириденко на пресконференції з нагоди відкриття Ігор нескорених

Рахунок нагородам збірної України на «Іграх нескорених» відкрив у понеділок 25 вересня офіцер Національної поліції Сергій Торчинський з Луцька. У легкоатлетичних змаганнях він показав третій результат у секторі для штовхання ядра (13,71 метра).
Бронзову медаль у змаганнях із веслування на тренажерах у ніч на середу 27 вересня здобув Вадим Свириденко.
Вранці 27 вересня Павло Мамонтов (також у веслуванні на тренажерах) здобув ще одну бронзову медаль.

### Загальні підсумки
Загалом українці вибороли чотирнадцять медалей: 8 золотих, 3 срібні та 3 бронзові. У командному заліку команда України посіла друге місце за кількістю перемог. Перше місце посіла команда Канади.

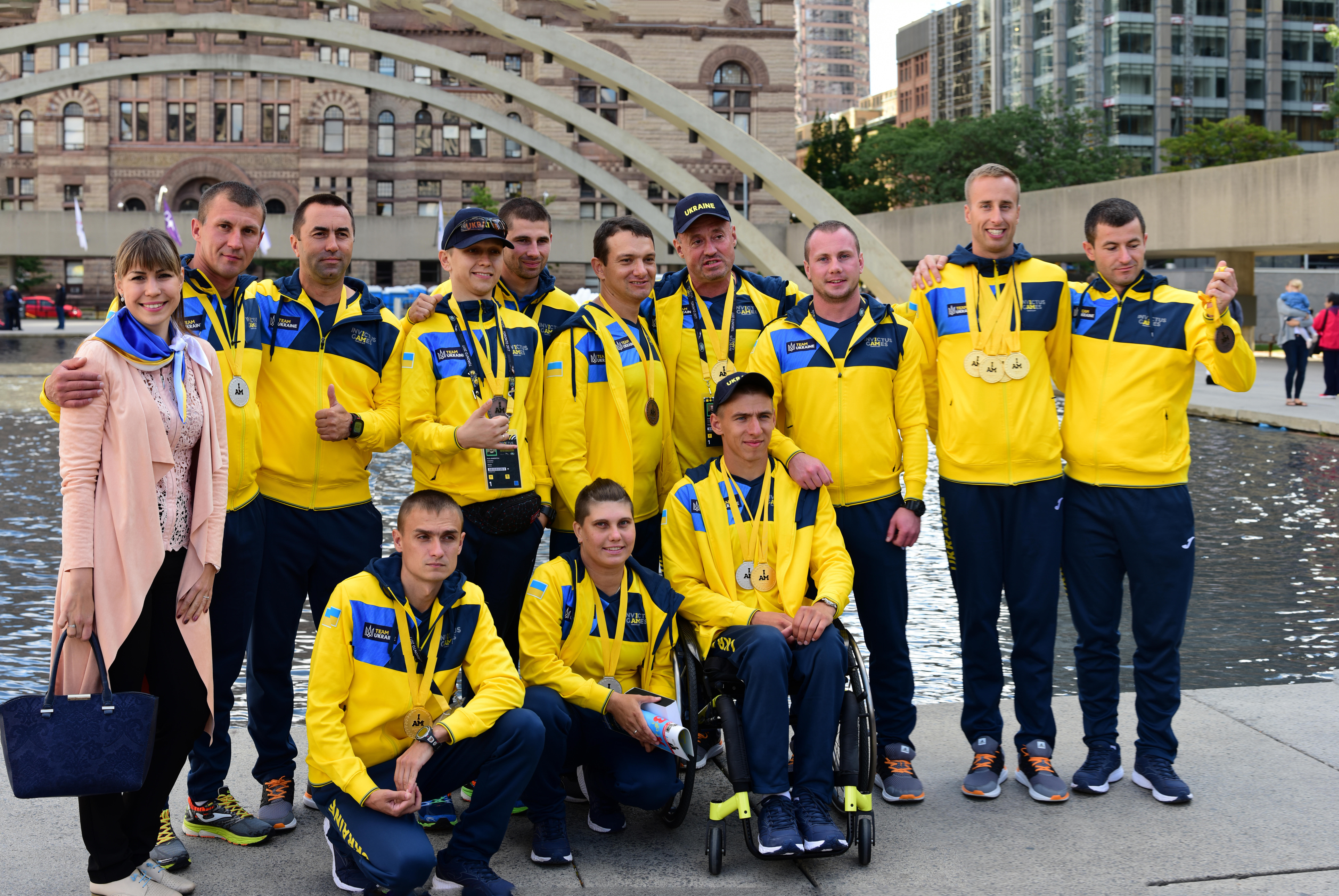
Призери ігор після завершення змагань у сквері перед міською радою Торонто

#### Список усіх переможців
- «Ігри нескорених» — Список усіх українських переможців /Главком, 30.09.2017/ [Архівовано 1 жовтня 2017 у Wayback Machine.]

### Офіційні привітання Президента України
Президент України Петро Порошенко під час свого офіційного візиту в Канаду зустрівся з українською командою, виступивши з привітальною промовою та побажаннями значних успіхів у відповідальних міжнародних спортивних змаганнях.
Указом Президента України № 303/2017 від 3 жовтня 2017 року учасники змагань, — за досягнення високих спортивних результатів на III міжнародних спортивних змаганнях «Ігри Нескорених» у м. Торонто (Канада), виявлені самовідданість та волю до перемоги, піднесення міжнародного авторитету Української держави, — відзначені державними нагородами. Орденом «За заслуги» І ступеня нагороджено Павла Будаєвського, орденом «За заслуги» III ступеня — Олега Зімнікова, Павла Мамонтова, Романа Панченка, Василя Пашкевича, Олександра Писаренка, Валерія Рака, Вадима Свириденка, Дмитра Сидорука, Олександра Ткаченка, Сергія Торчинського, Сергія Шевчука. Орденом княгині Ольги III ступеня нагороджено Катерину Михайлову. Серед нагороджених також тренерський склад української збірної та організатори змагань «Ігри Нескорених», які підтримували українську збірну. Президент особисто вручив нагороди спортсменам.

### Поточні посилання
- Сайт Міністерства оборони України [Архівовано 26 вересня 2017 у Wayback Machine.]
- Сайт Міністерства молоді і спорту України [Архівовано 27 вересня 2017 у Wayback Machine.]
- Сайт міністерства внутрішніх справ України [Архівовано 27 вересня 2017 у Wayback Machine.]